# 俗悪
『俗悪』（原題：Vulgar Display of Power）は、パンテラが1992年に発表したアルバム。メジャーレーベルでは2作目、プライベートレーベルも含めると6作目のスタジオ・アルバムである。

## 解説
本作は、1990年代のヘヴィメタルに多大な影響を与えたアルバムであり、「グルーヴ・メタルのジャンルを決定づけたアルバム」とも評される。
パンテラにとっても、本作はバンドの音楽の方向性の転機となるアルバムで、曲作りの上ではスレイヤーやメタリカ、ブラック・サバスなどの楽曲を意識している。
ジャケットの男が顔面を殴られている写真は、ブラッド・ギスが撮影したもの。ジャケットに関して、パンテラは「男が殴られているような低俗なもの」を望んでいたため、レーベルは当初ボクシンググローブで殴られている写真を用意した。しかし、バンドがこれを拒否したため、現在のものとなった経緯がある。
国内盤は、「俗悪」という邦題でリリースされており、これ以降のパンテラのアルバムの邦題は全て漢字二文字に統一されている。
2012年5月15日には、本作リリース20周年を記念した、DVD付きリマスター盤「20周年記念デラックス・エディション」がリリースされた。

## 収録曲
作詞・作曲は、全てパンテラによるもの。
1. マウス・フォー・ウォー - "Mouth for War" - 3:57
2. ア・ニュー・レヴェル - "A New Level" - 3:57
3. ウォーク - "Walk" - 5:14
4. ファッキング・ホスタイル - "Fucking Hostile" - 2:48
5. ディス・ラヴ - "This Love" - 6:32
6. ライズ - "Rise" - 4:36
7. ノー・グッド（アタック・ザ・ラディカル） - "No Good (Attack the Radical)" - 4:49
8. リヴ・イン・ア・ホール - "Live in a Hole" - 5:00
9. レギュラー・ピープル（コンシート） - "Regular People (Conceit)" - 5:27
10. バイ・ディーモンズ・ビー・ドリヴン - "By Demons Be Driven" - 4:40
11. ホロウ - "Hollow" - 5:48
12. ピス - "Piss" - 5:07 ※20周年記念デラックス・エディション ボーナストラック

## 参加ミュージシャン
- フィル・アンセルモ - ボーカル
- ダイムバッグ・ダレル - ギター
- レックス・ブラウン - ベース
- ヴィニー・ポール - ドラムス